# Maxine Elliott
Maxine Elliott (5 de febrero de 1868 - 5 de marzo de 1940) fue una actriz teatral y cinematográfica y mujer de negocios estadounidense.

## Biografía
Su verdadero nombre era Jessie Dermott, y nació en Rockland, Maine. Adoptó su nombre teatral en 1889, haciendo su debut en 1890 en The Middleman. En 1895 consiguió su primer gran éxito cuando Agustín Daly la contrató como actriz secundaria para actuar con la estrella Ada Rehan. Tras divorciarse de su primer marido, George McDermott, Elliott se casó con el actor Nathaniel Carl Goodwin en 1898. Los dos trabajaron juntos en éxitos tales como Nathan Hale y The Cowboy and the Lady.  
En una producción de El mercader de Venecia, negoció un contrato de 200 dólares y la mitad de los beneficios por encima de los 20.000 dólares. Figuró como única actriz en la producción de Charles B. Dillingham Her Own Way, estrenada en Broadway el 28 de septiembre de 1903. A partir de ese momento, Elliott fue una estrella. Cuando la obra se trasladó a Londres en 1905, el Rey Eduardo VII del Reino Unido pidió que ella le fuera presentada. Su hermana menor, Gertrude, se casó con el actor inglés Sir Johnston Forbes-Robertson.
Goodwin finalmente se divorció de Elliott en 1908. Poco después, ella volvió a Nueva York para inaugurar su Teatro Maxine Elliott, que se estrenó con la representación de la obra The Chaperon. Elliott experimentó actuando en filmes mudos en 1913. Ese año trabajó en Slim Driscoll, Samaritan, When the West Was Young y A Doll for the Baby, pero pronto volvió a Londres. 
Durante la Primera Guerra Mundial, Elliott estuvo en Europa y dedicó su tiempo y patrimonio al socorro de Bélgica, motivo por el cual recibió la Orden de la Corona Belga. Posteriormente se comprometió con la estrella del tenis Tony Wilding, con el cual pudo planear casarse, lo cual no se llevó a cabo por la muerte de él en 1915. 
La última actuación teatral de Elliott fue en 1920 con Trimmed in Scarlett, a los 52 años de edad. Después se retiró de la interpretación, y se dedicó con éxito a los negocios e inversiones, poseyendo casas en Estados Unidos y en Europa. Falleció en Cannes, Francia, a los 72 años, con una posición económica holgada.